# Христо Фетваджиев
Христо Спасов Фетваджиев е български адвокат и кмет на Стара Загора в три различни мандата.

## Биография
Роден е в град Стара Загора на 8 октомври 1889 година. Завършва местната мъжка гимназия, а след това следва право в Софийския университет. Участва в Балканската, Първата и Втората световна война. След това работи като адвокат и юрисконсулт. Членува и в Централното настоятелство на Съюза на българските градове. Умира на 21 декември 1977 година.
Негова съпруга е видната българска лекарка и общественичка от Македония Злата Сарафова.